# Imagine (serie)
Imagine es una serie de videojuegos pertenecientes al género de simulación principalmente para las consolas de videojuegos Nintendo DS, Nintendo 3DS, Microsoft Windows y Wii, lanzadas desde octubre de 2007 en adelante. los videojuegos de Imagine están dirigidos principalmente a niñas de entre seis y catorce años y son publicados por la empresa de videojuegos francesa Ubisoft.

## Antecedentes
La serie de juegos Imagine les permite a los jugadores asumir el papel de varias ocupaciones, como un diseñador de modas, una estrella de rock, una estrella de cine o un maestro. Ubisoft se convirtió en líder en la publicación de "juegos para niñas" para Nintendo DS y Wii a través de la serie Imagine, Ener-G y Petz. IGN afirmó que los juegos de Imagine varían enormemente en calidad, describiendo algunos juegos como "entradas aburridas y desalmadas que no tienen otra finalidad más que sacar provecho financiero de chicas adolescentes desinformadas" y otras como "éxitos sorpresa" [que ] resultó bastante bien".

## Videojuegos
- Imagine: Master Chef (octubre de 2007)[5] (Conocido como Imagine: Happy Cooking en Europa)
- Imagine: Fashion Designer (octubre de 2007)[5]
- Imagine: Animal Doctor (octubre de 2007)[5] (Conocido como Imagine: Pet Vet en Europa)
- Imagine: Babyz (octubre de 2007)[5] (Conocido como Imagine: Babies en regiones PAL)
- Imagine: Figure Skater (29 de enero de 2008)
- Imagine: Rock Star (1 de marzo de 2008) (Conocido como Imagine: Girls Band en Australia y como Imagine: Girl Band en Europa)
- Imagine: Teacher (15 de abril de 2008)[1]
- My Secret World by Imagine (3 de mayo de 2008)[1]
- Imagine: Babysitters (5 de junio de 2008)[1] (Conocido como Imagine: Baby Club en Europa)
- Imagine: Modern Dancer (28 de junio de 2008) (Conocido como Ener-G Dance Squad en Norte América)
- Imagine: Fashion Designer New York (20 de julio de 2008)[1] (Conocido como Imagine: Fashion Model en Europa)
- Imagine: Champion Rider (11 de agosto de 2008)
- Imagine: Pet Hospital (4 de septiembre de 2008)
- Imagine: Interior Designer (6 de octubre de 2008)
- Imagine: Wedding Designer (31 de octubre de 2008)[1] (Conocido como Imagine: Dream Weddings en Europa)
- Imagine: Party Babyz (12 de noviembre de 2008)[2]
- Imagine: Ballet Star (27 de noviembre de 2008) (Conocido como Imagine: Ballet Dancer en Europa)[4]
- Imagine: Movie Star (2 de diciembre de 2008)[1]
- Imagine: Gymnast (18 de diciembre de 2008)
- Imagine: My Restaurant (1 de enero de 2009)
- Imagine: Fashion Party (28 de enero de 2009)
- Imagine: Cheerleader (14 de febrero de 2009)
- Imagine: Ice Champions (11 de marzo de 2009)
- Imagine: Family Doctor (27 de marzo de 2009)
- Imagine: Makeup Artist (12 de abril de 2009)
- Imagine: Music Fest (16 de mayo de 2009)
- Imagine: Boutique Owner (2 de junio de 2009)
- Imagine: Soccer Captain (11 de julio de 2009)
- Imagine: Teacher: Class Trip (5 de agosto de 2009)
- Imagine: Detective (5 de septiembre de 2009)
- Imagine: Party Planner (15 de septiembre de 2009)
- Imagine: Salon Stylist (19 de septiembre de 2009) (Conocido como Imagine Beauty Stylist en Europa)
- Imagine: Reporter (28 de septiembre de 2009) (Conocido como Imagine Journalist en Europa)
- Imagine: Zookeeper (6 de octubre de 2009)
- Imagine: Artist (23 de octubre de 2009)
- Imagine: Fashion Designer World Tour (20 de octubre de 2009)
- Imagine: Babyz Fashion (3 de febrero de 2010)
- Imagine: Resort Owner  (22 de junio de 2010) (Conocido como Imagine Dream Resort  en Europa)
- Imagine: Sweet 16 (9 de octubre de 2010) (Conocido como "Sweet 16" en Europa)
- Imagine: Animal Doctor Care Center (18 de enero de 2011)
- Imagine: Fashion Stylist (21 de junio de 2011)
- Imagine: Fashion Paradise (24 de octubre de 2011)
- Imagine: Fashion Life (8 de mayo de 2012)
- Imagine: Babies 3D (6 de agosto de 2012)
- Imagine: Fashion World 3D (27 de octubre de 2012)
- Imagine: Championship Rider 3D (23 de febrero de 2013)